# Сисей, Джозеф
Ларс Джозеф Сисей (швед. Lars Joseph Ceesay; род. 3 июня 1998, Стокгольм) — шведский и гамбийский футболист, полузащитник клуба «Эмполи» и сборной Гамбии.

## Клубная карьера
Начал заниматься футболом в «Хессельбю», откуда в 2008 году перебрался в «Броммапойкарну». Летом 2013 года присоединился к академии столичного «Юргордена», с которым в ноябре 2016 заключил свой первый профессиональный контракт, рассчитанный на три с половиной года. Весной 2017 года на правах аренды выступал за «Васалунд», за который провёл три встречи и забил один гол. В июле 2017 года на правах аренды до конца сезона выступал за «Фрей» в Суперэттане. По окончании сезона срок аренды решено было продлить ещё на один год. Затем также выступал за «Браге» и «Далькурд».
В ноябре 2019 года стал игроком «Хельсингборга», подписав с клубом контракт на два года. 15 июня 2020 года в матче первого тура с «Варбергом» дебютировал в чемпионате Швеции, выйдя на поле с первых минут.
14 января 2021 года перебрался в Польшу, подписав контракт на два с половиной года с «Лехией» из Гданьска. Первую игру за новый клуб провёл 30 января против «Ягеллонии», заменив на 73-й минуте Омрана Хайдари. За полтора года, проведённых в польской команде, принял участие в 33 матчах и чемпионата и одном кубковом, в которых забил два мяча.
11 июля 2022 года перешёл в «Мальмё» по контракту, рассчитанному до конца 2026 года. 16 июля в игре чемпионата с «Норрчёпингом» дебютировал за клуб, появившись на поле в стартовом составе и уступив место в середине второго тайма Патриоту Сейдиу.

## Карьера в сборной
Провёл три матча за юношескую сборную Швеции. Один из них на групповом этапе чемпионата Европы с Португалией, который завершился результативной ничьей со счётом 2:2.
5 октября 2020 года получил вызов в молодёжную сборную на матчи отборочного турнира к чемпионату Европы с Люксембургом и Арменией, но на поле в этих встречах не выходил.

## Личная жизнь
Младший брат, Йеспер, также является профессиональным футболистом.

## Клубная статистика
| Выступление      | Выступление      | Выступление      | Лига | Лига | Кубки | Кубки | Конт. кубки | Конт. кубки | Разное | Разное | Итого | Итого |
| Клуб             | Лига             | Сезон            | Игры | Голы | Игры  | Голы  | Игры        | Голы        | Игры   | Голы   | Игры  | Голы  |
| ---------------- | ---------------- | ---------------- | ---- | ---- | ----- | ----- | ----------- | ----------- | ------ | ------ | ----- | ----- |
| Васалунд         | Дивизион 1       | 2017             | 3    | 1    | 0     | 0     | 0           | 0           | 0      | 0      | 3     | 1     |
| Васалунд         | Итого            | Итого            | 3    | 1    | 0     | 0     | 0           | 0           | 0      | 0      | 3     | 1     |
| Фрей             | Суперэттан       | 2017             | 11   | 1    | 1     | 0     | 0           | 0           | 1      | 0      | 13    | 1     |
| Фрей             | Суперэттан       | 2018             | 9    | 0    | 2     | 0     | 0           | 0           | 0      | 0      | 11    | 0     |
| Фрей             | Итого            | Итого            | 20   | 1    | 3     | 0     | 0           | 0           | 1      | 0      | 24    | 1     |
| Браге            | Суперэттан       | 2018             | 10   | 2    | 0     | 0     | 0           | 0           | 0      | 0      | 10    | 2     |
| Браге            | Итого            | Итого            | 10   | 2    | 0     | 0     | 0           | 0           | 0      | 0      | 10    | 2     |
| Далькурд         | Суперэттан       | 2019             | 26   | 6    | 4     | 0     | 0           | 0           | 0      | 0      | 30    | 6     |
| Далькурд         | Итого            | Итого            | 26   | 6    | 4     | 0     | 0           | 0           | 0      | 0      | 30    | 6     |
| Хельсингборг     | Алльсвенскан     | 2020             | 19   | 0    | 0     | 0     | 0           | 0           | 0      | 0      | 19    | 0     |
| Хельсингборг     | Итого            | Итого            | 19   | 0    | 0     | 0     | 0           | 0           | 0      | 0      | 19    | 0     |
| Лехия            | Экстракласса     | 2020/21          | 11   | 1    | 1     | 1     | 0           | 0           | 0      | 0      | 12    | 2     |
| Лехия            | Экстракласса     | 2021/22          | 22   | 0    | 0     | 0     | 0           | 0           | 0      | 0      | 22    | 0     |
| Лехия            | Итого            | Итого            | 33   | 1    | 1     | 1     | 0           | 0           | 0      | 0      | 34    | 2     |
| Мальмё           | Алльсвенскан     | 2022             | 2    | 0    | 0     | 0     | 0           | 0           | 0      | 0      | 2     | 0     |
| Мальмё           | Итого            | Итого            | 2    | 0    | 0     | 0     | 0           | 0           | 0      | 0      | 2     | 0     |
| Всего за карьеру | Всего за карьеру | Всего за карьеру | 113  | 11   | 8     | 1     | 0           | 0           | 1      | 0      | 122   | 12    |